# 졸로투른주
졸로투른주(독일어: Solothurn, 프랑스어: Soleure 솔뢰르[*])는 스위스 북부에 있는 주이다.

## 역사
로마 시대 티베리우스 황제 시기에 잘로두룸(Salodurum) 마을을 건설했다. 졸로투른주의 영토는 주로 중세 시대에 이전 도시가 획득한 토지로 구성된다. 이러한 이유로 주의 모양은 불규칙하고, 프랑스 국경을 따라 두 개의 구역을 포함하고 있다. 이는 졸로투른주의 별도의 구역을 형성하는 바젤란트에 의해 주의 나머지 부분과 분리되어 있다. 1481년에 주는 이전 스위스 연방의 군사 동맹의 일원이 되었다. 종교개혁이 끝날 때 졸로투른은 가톨릭 종교를 유지했다. 1798년과 1803년 사이에 주는 헬베티아 공화국의 일부였다. 1803년 졸로투른은 나폴레옹에 의해 재건된 19개의 스위스 주 중 하나였다. 1830년에 인구는 귀족 정권에 대항하여 반란을 일으켰고, 주는 확실히 자유 민주주의가 되었다. 사람들이 엄격한 로마 가톨릭 신자였음에도, 졸로투른은 1845~7년에 가톨릭 분리주의 운동(존더분트)에 참여하지 않았다. 마찬가지로 1848년과 1874년의 연방 헌법이 승인되었다. 현재의 주 헌법은 1987년부터 시작된다.

## 지리
졸로투른주는 스위스의 북서쪽에 위치하고 있다. 서쪽과 남쪽은 쥐라산맥과 베른, 동쪽은 아르가우이다. 북쪽으로 주는 바젤란트주와 경계를 이루고 있다. 두 구역의 일부는 고립영토(exclave)이며, 프랑스 국경을 따라 위치해 있다. (Grand Est). 토지는 아레강과 그 지류에 의해 배수된다. 풍경은 대부분 평평하지만 쥐라 대산괴의 산기슭을 포함한다. 이 중 일부인 베이센슈타인 대산괴는 북쪽에서 졸로투른과 미텔란트를 내려다보고 있으며, 베른 알프스의 전망을 제공한다. 평지는 아레강이 만든 평야이다. 주의 총면적은 791km2이다.

## 인구통계
인구 대부분이 독일어를 사용한다. 인구의 약 44%가 로마 가톨릭이며, 나머지 대부분도 개신교이다.(2000년 기준 31%) 2007년 기준 인구는 46,898명으로 전체 인구의 약 18.7%를 차지했으며, 2020년 12월 31일 기준으로 졸로투른주의 인구는 277,462명이다.
과거 인구 자료는 다음과 같다.
| 역사적 인구 자료 | 역사적 인구 자료 | 역사적 인구 자료 | 역사적 인구 자료 | 역사적 인구 자료 |
| 년도             | 전체 인구        | 스위스           | 비스위스계       | 전체 인구 비율   |
| ---------------- | ---------------- | ---------------- | ---------------- | ---------------- |
| 1850             | 69 674           | 68 741           | 933              | 2.9%             |
| 1880             | 80 362           | 78 153           | 2 209            | 2.8%             |
| 1900             | 100 762          | 96 562           | 4 200            | 3.0%             |
| 1950             | 170 508          | 164 172          | 6 336            | 3.6%             |
| 1970             | 224 133          | 189 828          | 34 305           | 3.6%             |
| 2000             | 244 341          | 201 877          | 42 464           | 3.4%             |
| 2020             | 277,462          |                  |                  | 3.2%             |